# Plesiobatis daviesi
La pastinaca abissale (Plesiobatis daviesi), o pastinaca gigante, è l'unica specie di razza della famiglia dei Plesiobatidi. È la più grande e la maggiormente diffusa tra tutte le pastinache e vive sulle scarpate continentali dal Sudafrica fino al Giappone e all'Australia. È strettamente imparentata con le specie del genere Urolophus (famiglia Urolofidi), con le quali forma un gruppo monofiletico.

## Distribuzione
La pastinaca abissale ha una distribuzione sporadica che ricopre l'Oceano Indiano e il Pacifico occidentale e centrale. È stata avvistata al largo delle coste del Natal, sulla costa orientale del Sudafrica, del Mozambico, dell'India meridionale, nel Mar Cinese meridionale al largo della Cina, lungo la dorsale Kyushu-Palau, nelle Isole Ryukyu, nella Shark Bay e nelle Rowley Shoals al largo dell'Australia Occidentale, a Townsville (Queensland), a Wooli (Nuovo Galles del Sud) e alle Hawaii. Questa specie vive in acque più profonde di quelle abitate dalle altre pastinache della famiglia degli Urolofidi ad essa imparentate e generalmente si incontra sul soffice substrato della parte superiore delle scarpate continentali a profondità di 275-680 metri (350-680 metri in Australia). Solo una volta è stata avvistata a 44 metri di profondità sulla piattaforma continentale al largo del Mozambico.

## Descrizione

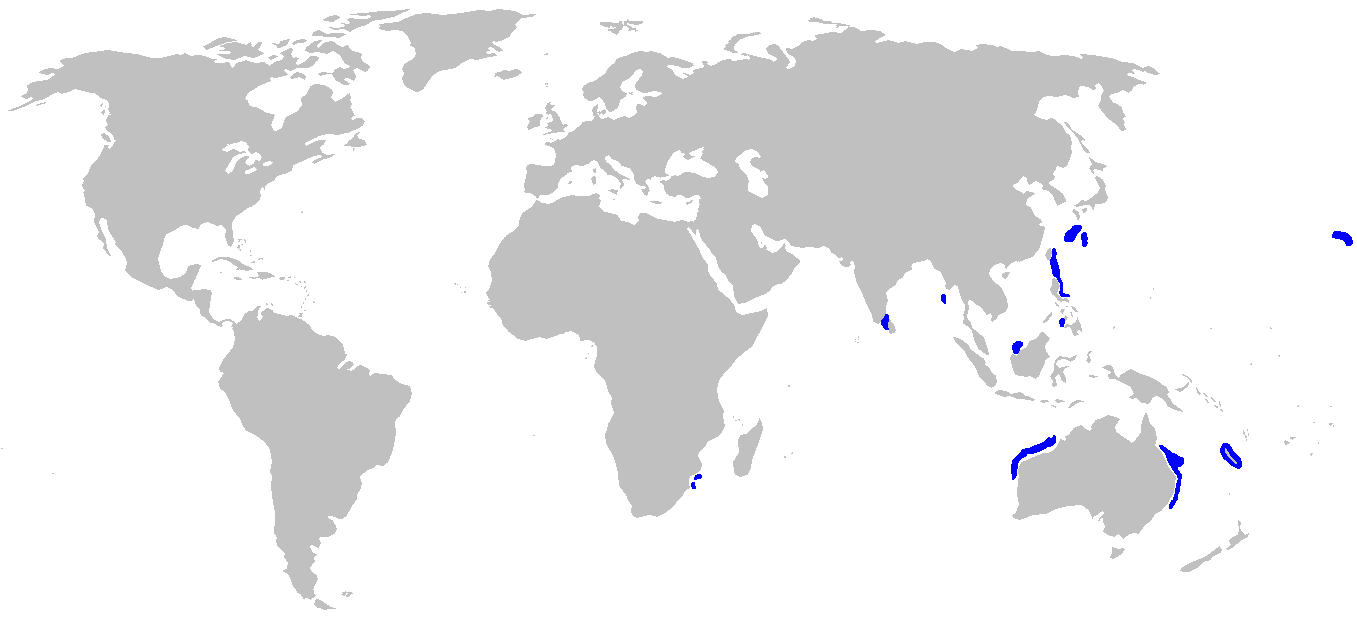
Areale

La pastinaca abissale, la più grande tra tutte le pastinache, raggiunge i 270 centimetri di lunghezza (200 centimetri in Australia). Di costituzione robusta, ha una coda piuttosto corta e tronca, sulla quale, dietro le pinne pelviche, è situata una spina dentellata molto appuntita. Il muso è piuttosto allungato e appuntito; gli occhi sono piccoli e posti proprio davanti agli spiracoli. Le alette nasali anteriori sono fuse in una cortina nasale che non raggiunge la bocca. La bocca è diritta e larga, con piccoli denti dalla punta ovale muniti di corte cuspidi sulla corona. Su ogni mascella vi sono 32-60 denti, più numerosi negli adulti che nei giovani. Le pinne dorsali sono assenti e la pinna caudale, a forma di foglia, è lunga, piuttosto grande e simmetrica sopra e sotto la coda. Molto simile alle razze rotonde, si distingue da esse per avere la superficie superiore ricoperta da piccoli e sottili denticoli dermici. La colorazione è marrone violacea o grigio violacea sul dorso, talvolta ricoperto da chiazze o macchie irregolari scure, e bianca sul ventre con i margini del disco più scuri. La coda è completamente scura.

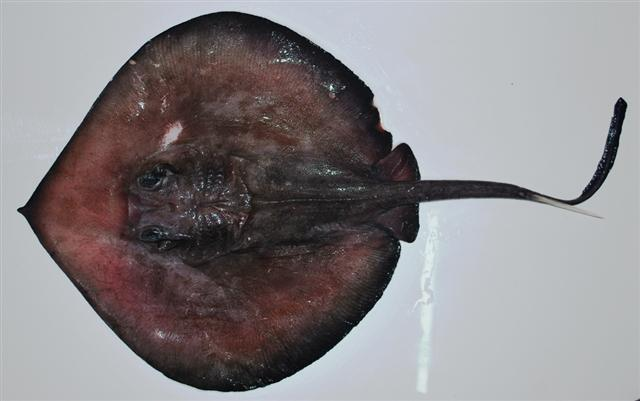
Un esemplare catturato

## Biologia
La pastinaca abissale si nutre di pesci, gamberi peneidi, granchi, aragoste e cefalopodi. La sua dieta comprende specie mesopelagiche, il che suggerisce che migri nella colonna d'acqua. La riproduzione è probabilmente vivipara, ma ulteriori dettagli sono sconosciuti; a causa delle grandi dimensioni e dell'habitat abissale in cui vive, è probabile che partorisca nidiate poco numerose dopo un lungo periodo di gestazione. Un esemplare di 50 centimetri catturato vivo presentava una cicatrice ombelicale. Il più piccolo maschio adulto conosciuto era lungo 130 centimetri; le dimensioni alla maturità variano probabilmente a seconda delle località.

## Conservazione
Questa specie viene catturata con reti a strascico e palamiti di profondità, ma non in gran numero in ogni parte del suo areale. Nelle aree in cui vive è molto comune e la Lista rossa IUCN la classifica tra le specie non in pericolo. La carne viene utilizzata, ma non è di gran valore. Quando viene trascinata a terra, questa razza agita con vigore la potente coda e, a causa della sua lunga spina, deve essere maneggiata con cura.